# Bibiana Rossa Torres
Bibiana Rossa Torres, née le 15 janvier 1960, est une personnalité politique andorrane.

## Biographie
Elle a été ministre de la protection sociale, de la santé et du travail d'Andorre dans les années 1990 et maire de la paroisse d'Andorre Canillo de 1995 à 2003.